# Alvand
Alvand (persisch الوند), auch Kuh-e Alvand, ist der Name eines Vorgebirges des Zagros in der iranischen Provinz Hamadan. Die größte gleichnamige Erhebung ist 3574 m hoch. Das Gebirge verläuft wie der Zagros von Nordwest nach Südost. Es besteht überwiegend aus Intrusivgestein, nämlich Granit und Diorit. Eine ältere Bezeichnung des Gebirges ist Orontes.
Nördlich des Alvand liegt Hamadan, südlich davon die Stadt Tuysarkan. Zwischen diesen beiden Städten querte einst ein Abschnitt der alten persischen Königsstraße das Alvand-Gebirge. Von Hamadan her erreicht man in 12 km Entfernung von der Innenstadt die Ausläufer des Alvand mit zwei achämenidischen Keilschrifttafeln: Gandsch Nameh. Hier gibt es im Sommer Spazier- und Bergtourmöglichkeiten und im Winter Skibetrieb. 